# فرودگاه نبی
فرودگاه نبی (به انگلیسی: Nebbi Airport) یک فرودگاه غیرنظامی است که یک باند فرود سنگفرش دارد. این فرودگاه در شهر نبی، اوگاندا کشور اوگاندا قرار دارد و در ارتفاع ۹۰۰ متری از سطح دریا واقع شده‌است.